# Theo Meijer
Theodorus Meijer, conocido deportivamente como Theo Meijer (Amersfoort, 18 de febrero de 1965), es un deportista neerlandés que compitió en judo.
Participó en los Juegos Olímpicos de Barcelona 1992, obteniendo una medalla de bronce en la categoría de –95 kg. Ganó una medalla de plata en el Campeonato Mundial de Judo de 1987 y dos medallas en el Campeonato Europeo de Judo, oro en 1991 y bronce en 1989.

## Palmarés internacional
| Juegos Olímpicos   | Juegos Olímpicos       | Juegos Olímpicos  | Juegos Olímpicos |
| Año                | Lugar                  | Medalla           | Categoría        |
| ------------------ | ---------------------- | ----------------- | ---------------- |
| 1992               | Barcelona (España)     | Medalla de bronce | –95 kg           |
| Campeonato Mundial |                        |                   |                  |
| Año                | Lugar                  | Medalla           | Categoría        |
| 1987               | Essen (RFA)            | Medalla de plata  | –95 kg           |
| Campeonato Europeo |                        |                   |                  |
| Año                | Lugar                  | Medalla           | Categoría        |
| 1989               | Helsinki (Finlandia)   | Medalla de bronce | –95 kg           |
| 1991               | Praga (Checoslovaquia) | Medalla de oro    | –95 kg           |